# 巴黎第七區
巴黎第七區是法国首都巴黎市的20個區之一。該區位於巴黎左岸。巴黎第七區擁有許多國家機關，包括法國國民議會與政府部門。

## 地理
巴黎第七區總面積為4平方公里。

## 歷史
在17世紀，法國貴族開始從當時貴族區瑪萊區移出，建造自己的豪宅，人口污染較少的聖日耳曼很快成為法國貴族的新住所。
法布格（Le Faubourg）被用來形容法國貴族。法國貴族的歷史最悠久，最負盛名的住宅包含，包含毕洪宅邸（Hotel Biron），薩利姆宅邸（Hôtel de Salm）。
法國大革命後，許多這樣的的豪宅被沒收，變成國家機構。
在歐洲協調中，新市區恢復其昔日的輝煌，成為最高級的貴族區，也是國家的政治心臟。查理十世失勢後，巴黎第七區失去大部分的政治影響力，但仍是上層階級的社會中心。
在19世紀，巴黎第七區舉辦五次展覽（1855年，1867年，1878年，1889年，1900年），極大地影響城市景觀，艾菲爾鐵塔與奧賽美術館分別於1889年及1900年前完成。

## 人口
| 年度 (法國普查) | 人口    | 密度 (inh. 每平方公里) |
| --------------- | ------- | ---------------------- |
| 1872            | 78,553  | 19,206                 |
| 1926 (巔峰)     | 110,684 | 27,075                 |
| 1954            | 104,412 | 25,529                 |
| 1962            | 99,584  | 24,360                 |
| 1968            | 87,811  | 21,480                 |
| 1975            | 74,250  | 18,163                 |
| 1982            | 67,461  | 16,502                 |
| 1990            | 62,939  | 15,396                 |
| 1999            | 56,985  | 13,940                 |
| 2009            | 57,442  | 14,045                 |

## 名胜
巴黎第七區的重要名胜包括：
- 法国国民议会
- 埃菲尔铁塔
- 马提尼翁府（Hôtel Matignon）
- 战神广场 (巴黎)（Champ-de-Mars）
- 奥赛博物馆
- 巴黎军校（École Militaire）
- 荣军院（Hôtel des Invalides）
- 德拉克罗瓦国立博物馆（Musée national Eugène Delacroix）
- 军团骑士博物馆（Musée national de la Légion d'Honneur et des Ordres de Chevalerie）
- 马约尔博物馆（Musée Maillol）
- 解放勳章博物館（Musée de l'Ordre de la Libération）
- 罗丹美术馆（Musée Rodin）
- 郝毅博物馆（Musée Valentin Haüy）
- 巴黎政治学院（Institut d'Études Politiques de Paris，Sciences Po）